# Hersilia vinsoni
Espèce
Hersilia vinsoni est une espèce d'araignées aranéomorphes de la famille des Hersiliidae.

## Distribution
Cette espèce est endémique de Madagascar.

## Description
La femelle mesure 10,13 mm.

## Publication originale
- Lucas, 1869 : Quelques remarques sur les articles additionnels observés dans les palpes des Actinopus, les pattes des Hersilia et description d'une nouvelle espèce d'aranéide appartenant à cette dernière coupe générique. Revue et magasin de zoologie pure et appliquée, ser. 2, vol. 21, p. 160-170.